# Ariel Bogado
Ariel Gregorio Bogado Llanos (Ñemby, 24 de diciembre de 1983) es un futbolista paraguayo que juega como delantero en el General Caballero CG de la Cuarta División de Paraguay.

## Trayectoria
Ariel empezó su carrera jugando por el Fulgencio yegros equipo que pertenece a la Primera División C y en el 2005 fue fichado por Nacional, destacándose rápidamente por su habilidad y olfato goleador. Luego jugó en el Sportivo Trinidense para regresar al Nacional a consolidarse.
En 2008 llega a México como refuerzo del Atlas para el Apertura 2008 y debuta en la jornada 1 con dos goles y una actuación de ensueño ante Jaguares de Chiapas. En diciembre de 2008 es cedido a préstamo a los Tigres UANL para jugar a partir del Clausura 2009. En julio del mismo año retorna una vez más a Nacional, siendo su tercera etapa en el club. Se consagró 2 veces campeón con Nacional: en el Torneo Clausura 2009 y en el Torneo Apertura 2011. El 30 de junio de 2012 venció su contrato con Nacional y  días más tarde fue presentado como nuevo jugador del Sportivo Luqueño, también de Paraguay, donde fue un jugador clave para lograr la permanencia en primera división. Se ganó el cariño de la hinchada rápidamente por su carisma y actuaciones.
En abril de 2013, sucedió un hecho poco común en el fútbol. La dirigencia del Sportivo Luqueño, decidió que no continúe en el plantel, debido a malos resultados y la amenaza del descenso. Como “Corea” arrancó y se mantuvo como suplente hasta ese momento, miembros de la Barra Brava auriazul, conocidos como “Chancholigans”, exigieron al presidente la vuelta de Bogado, debido a que él fue clave, para la permanencia en el 2012 y en el presente torneo, era considerado suplente y no podía hacer mucho. Además del apoyo de la Barra Brava de Luqueño, todos sus compañeros también exigieron su vuelta, debido a que el problema de Luqueño, no era de una sola persona, sino de todo un plantel. Tras una reunión, entre el presidente de Luqueño y referentes del plantel (Gonzalo Maulella, Joel Silva, Denis Caniza, Javier González y Juan Pablo Raponi), se decidió que Bogado vuelva a Luqueño y de que juegue o no, ya dependía del entrenador.
En junio de 2013, Bogado se desvinculó de Luqueño y fichó en el Ñublense de la Primera División de Chile,llega como principal fichaje para el equipo chillanejo y promete ser una carta de GOL para el equipo de Ñublense. A fines de febrero de 2014, Bogado se desvinculó de Ñublense, por escasos registros como titular y un gol de penal ante Palestino.
En febrero de 2015 arregló con el Deportivo Capiatá de la Primera División de Paraguay. con su Representante Ernesto Franco.
El 29 de junio de 2018 Ariel Bogado fue presentado por el dirigente deportivo Javier Ortiz en el Club Cerro Porteño de Itapé como refuerzo para los cuartos de final de dicho campeonato

## Selección nacional
Ha sido internacional con la selección de fútbol de Paraguay, a partir de 2008.

### Goles en la Selección
| Resultados | Resultados | Resultados | Resultados | Lugar | Estadio                   | Fecha                 | Tipo     | Gol(es) |
| ---------- | ---------- | ---------- | ---------- | ----- | ------------------------- | --------------------- | -------- | ------- |
| Paraguay   | 2          | 1          | Guatemala  | Luque | Estadio Feliciano Cáceres | 22 de febrero de 2012 | Amistoso | 1 gol   |

## Clubes
| Club                        | País     | Año         |
| --------------------------- | -------- | ----------- |
| Nacional                    | Paraguay | 2005 - 2006 |
| Sportivo Trinidense         | Paraguay | 2007        |
| Nacional                    | Paraguay | 2007 - 2008 |
| Atlas                       | México   | 2008        |
| Tigres UANL                 | México   | 2009        |
| Nacional                    | Paraguay | 2009 - 2012 |
| Sportivo Luqueño            | Paraguay | 2012 - 2013 |
| Ñublense                    | Chile    | 2013 - 2014 |
| Deportivo Capiatá           | Paraguay | 2015        |
| Sportivo Trinidense         | Paraguay | 2016        |
| Club Atlético Independiente | Paraguay | 2017 - 2018 |
| Club Cerro Porteño (Itapé)  | Paraguay | 2018        |
| General Caballero CG        | Paraguay | 2021        |